# Lichenopora loveni
Lichenopora loveni is een mosdiertjessoort uit de familie van de Lichenoporidae. De wetenschappelijke naam van de soort is voor het eerst geldig gepubliceerd in 1944 door Borg.